# Little Big
Little Big — российская и американская панк-поп-рейв-группа, образованная в 2013 году в Санкт-Петербурге. Группа выдвигалась от России на песенный конкурс «Евровидение-2020». С 2022 года коллектив базируется в Лос-Анджелесе.

## История

### Начало карьеры,With Russia From Love
Коллектив был основан музыкантом-блогером Ильёй Прусикиным и режиссёром Алиной Пязок. Группа впервые заявила о себе 1 апреля 2013 года, выпустив на YouTube клип «Every Day I’m Drinking». В нём, помимо Прусикина, также снялись Олимпия Ивлева и Анна Каст. В производстве музыкальной композиции также участвовал Сергей Макаров (Gokk), который вскоре стал диджеем Little Big. Спустя три месяца, 2 июля 2013 года, в клубе «А2» коллектив провёл первое публичное выступление на разогреве у Die Antwoord. 
«В истории Little Big вообще много случайностей — просто снимали видос на 1 апреля. Получилось, что он выстрелил. И все стали говорить: „Может, вы группу сделаете?“ Но группы всё равно могло не быть, если бы нас не позвали на разогрев к Die Antwoord. Мы такие: „Воу-воу, у нас нет песен“. „Но у вас есть месяц“. И мы написали шесть песен, сняли клипы, они разошлись. Никто не думал, что мы будем на этих песнях зарабатывать. Так вышло», — вспоминает Илья Прусикин в интервью «Афише Daily».
Первый альбом группы With Russia From Love был выпущен 17 марта 2014 года. Вскоре после старта музыкального проекта коллектив покинула Анна Кастельянос, также известная как Анна Каст. Она приняла участие в съёмках четырёх музыкальных видео, увидевших свет в 2013 году. В интервью mk.ru девушка сообщила, что причиной ухода стала невозможность совмещать творческую деятельность в экстравагантном музыкальном коллективе с работой дежурным воспитателем в школе. «Некоторые родители детей не очень хорошо относились к моему творчеству. Потому что дети наши клипы видели в YouTube и так далее. В итоге я осознала, что надо из группы уходить, я не могла совмещать», — уточнила Анна.
9 сентября 2015 года выпущен клип на песню «Give Me Your Money» при участии Томми Кэша, близкого по стилю эстонского исполнителя. Параллельно с выходом клипа появилась пилотная серия мини-сериала American Russians.
Первые музыкальные туры Little Big начались в 2015 году c Франции, Бельгии и Нидерландов. На следующий год пришла популярность и выступления в Европе и России. «Такая [рэйв-] музыка действительно востребована. Мы не вложили [в свою раскрутку] ни единой копейки, просто снимали видео, и стали известны в Европе», — отметил Илья Прусикин в интервью UTV от 22 декабря 2015 года.

### Изменения в составе,Funeral Rave

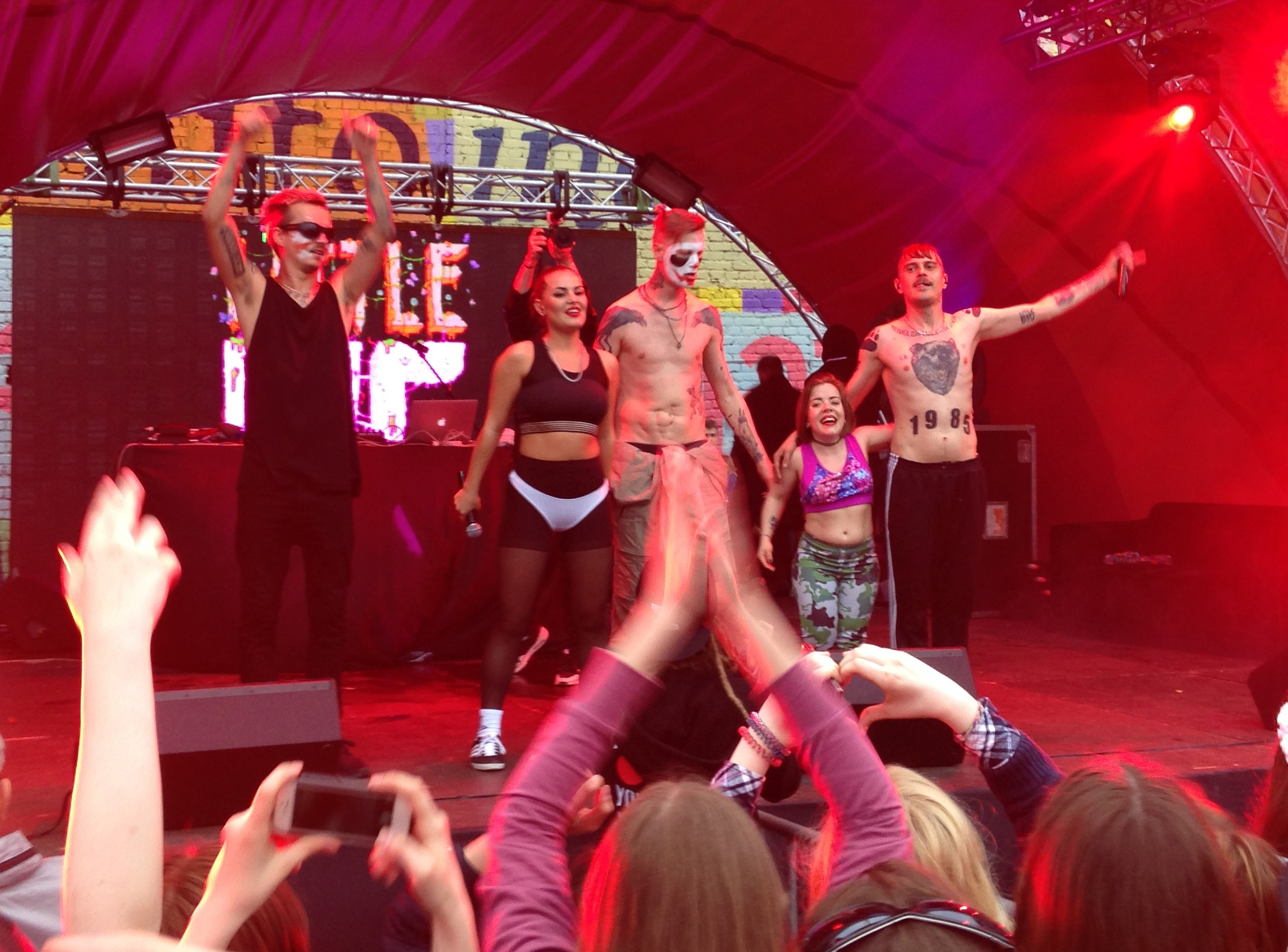
Состав Little Big в 2016 году

19 декабря 2015 года группа выпустила второй альбом — Funeral Rave. Он занял 8-е место в чарте российского iTunes за 52-ю неделю 2015 года и пятое — в Google Play.
21 мая 2016 года видеоклипы группы были отмечены на Berlin Music Video Awards 2016. «Big Dick» — занял первое место в категории Most Trashy, а «Give Me Your Money» — 3 место в номинации Best Performer. Клип «Big Dick» преодолел отметку в 90 миллионов просмотров. Видео наполнено сексуальными образами и подтекстом. Бэм Марджера на своём сайте отметил, что в этом видео «можно увидеть все возможности человеческой сексуальности: от техно-бита до множества голых тел и дикого количества аналогий между едой и сексом».
31 марта 2017 года, накануне своего четырёхлетия, группа выпустила сингл «Rave On» и одноимённый клип. 25 августа 2017 года вышел трек «Nightlife», записанный совместно с немецкой электроникор-группой Electric Callboy. А в феврале 2018 года клип LollyBomb выиграл в номинации Best Music Video на большом кинофестивале Global Film Festival Awards в Лос-Анджелесе.
1 апреля 2018 года одна из вокалисток — Олимпия Ивлева — объявила об уходе из команды. «За пять лет мы вместе с Олимпией проделали огромный путь — сняли 14 клипов-миллионников, сыграли около 300 концертов, объездили огромное множество городов в куче стран мира и сумели из небольшого YouTube-проекта превратиться в уважаемую всей Россией и Европой музыкальную группу», — говорится в официальном сообщении.

### Евровидение,Antipositive
8 мая 2018 года группа выпустила первую часть пластинки Antipositive и клип «Punks Not Dead», 5 октября — вторую часть альбома и клип «Skibidi», набравший за первую неделю 23 миллиона просмотров, а впоследствии превысивший планку в 700 миллионов просмотров. Тем самым клип стал первым музыкальным видеороликом на русском YouTube с подобным результатом. В декабре 2018 совместно с Сергеем Жуковым группой был выпущен клип «Слэмятся пацаны». В феврале 2019 года сингл группы «Skibidi» получил платиновый статус. Позднее был выпущен мини-альбом Skibidi, в который вошли пять треков.

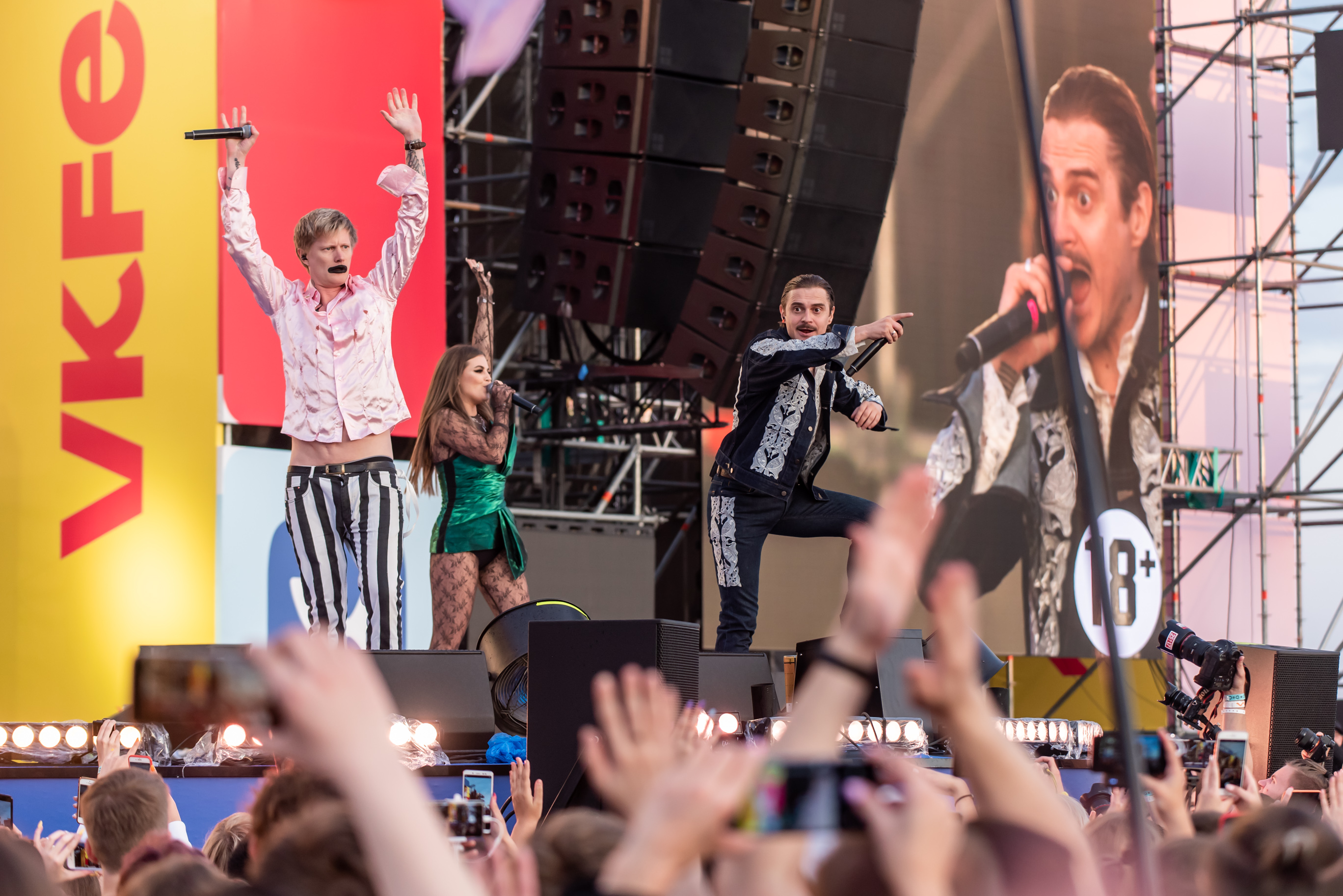
Little Big на VK Fest в 2019 году

В 2019 году группа Little Big, дающая более 120 концертов в год по России и Европе, попала в список «Главные российские знаменитости» по версии журнала Forbes, заняв 35-е место с доходом 1 миллион долларов США.
В 2020 году группа должна была представить Россию на 65-м юбилейном конкурсе песни «Евровидение-2020» в Роттердаме (Нидерланды). 12 марта 2020 года в программе «Вечерний Ургант» на «Первом канале» состоялась премьера клипа на песню «Uno», с которой Little Big должна была выступить на этом конкурсе. За первые сутки после публикации клипа на официальном YouTube-канале конкурса «Евровидение» видео набрало более 4 млн просмотров, а позже превысило отметку в 250 млн просмотров. Для выступления на конкурсе к концертному составу коллектива в качестве сессионных бэк-вокалистов присоединились Юрий Музыченко и Флорида Чантурия, а также танцор Дмитрий Красилов. Однако 18 марта 2020 года организаторы объявили об отмене конкурса из-за пандемии коронавирусной инфекции COVID-19. 1 апреля стало известно, что в этом году организаторы «Евровидения» решили провести вместо фестиваля онлайн-концерт, где музыканты исполнили акустические варианты своих композиции. В ответ на отмену мероприятия 1 апреля 2020 года Little Big запустили конкурс клипов на тему пандемии и самоизоляции «Карантиновидение 2020».
В 2021 году участники коллектива отказались выступать на песенном конкурсе, чтобы «не соревноваться с самими собой». Музыканты также добавили, что в стране хватает талантливых исполнителей, у каждого из них должна быть возможность показать себя за рубежом. Вместо коллектива участником от России была выбрана певица Манижа.
28 февраля 2021 года в возрасте 39 лет скончалась участница оригинального состава Little Big Анна Кастельянос, известная как Анна Каст. Она была найдена мёртвой в своей квартире в Санкт-Петербурге.
30 сентября 2021 года группа Little Big выпустила совместный мини-альбом с Оливером Три Welcome to the Internet, состоящий из четырёх треков. А также клипы к заглавной песне и композиции «Turn It Up», в записи которой участвовал эстонский рэпер Tommy Cash.

### Переезд и сокращение состава,Lobster Popstar
24 июня 2022 года группа Little Big выпустила антивоенный клип «Generation Cancellation». В нём музыканты критикуют пропаганду, политику и войну с помощью различных визуальных сцен, отсылок на текущую социо- и геополитическую ситуацию, тем самым показывая своё отвращение ко вторжению России на Украину. Одновременно коллектив объявил о том, что теперь базируется в Лос-Анджелесе.
«Мы обожаем свою страну, но мы полностью не согласны с войной в Украине, более того мы верим, что любая война неприемлема. Мы осуждаем действия российского правительства, а также нам настолько отвратительна машина российской военной пропаганды, что мы решили бросить все и уехать из страны», — заявил Прусикин средствам массовой информации.

В интервью Meduza фронтмен также уточнил, что из всего состава группы страну на данный момент покинули он сам, вокалистка Софья Таюрская, режиссёр Алина Пязок и один из саунд-продюсеров. Остальные участники — Антон Лиссов и Сергей Макаров — остались в России по семейным обстоятельствам и занимаются своим первым музыкальным проектом Jane Air. По словам Прусикина, пока имеющейся команды достаточно для производства музыки и клипов, однако в дальнейшем нахождение в разных странах сделает неудобным ближайшую концертную деятельность в Европе, Австралии и США. «Надеюсь, мы когда-нибудь снова начнём вместе концертировать [с Антоном Лиссовым и Сергеем Макаровым]. Это всё зависит не от нас, к сожалению», — рассказал Прусикин Голосу Америки.
27 июля музыканты сообщили о запрете концертов Little Big на родине и последовавшей полной отмене тура по России. Он планировался с августа по декабрь 2022 года и состоял из 26 концертов.
В ноябре 2022 года Илья Прусикин подтвердил окончательное исключение из Little Big Антона Лиссова и Сергея Макарова. По его словам, в группе теперь два человека: сам Прусикин и Софья Таюрская. 27 января 2023 года Минюст РФ внёс создателя и фронтмена Little Big Илью Прусикина в список «иноагентов». 12 августа того же года коллектив столкнулся с отменой концерта в Ереване, столице Армении, из-за давления на местные власти со стороны России.
В интервью от 7 сентября 2023 года Илья Прусикин рассказал Михаилу и Соне Шац, что четвёртая пластинка Little Big полностью готова: «Мы написали альбом, сняли клип. Сейчас [наш новый] американский менеджмент думает, когда его стратегически лучше выпустить. <…> Там же нужно [иметь] все эти договорённости с различными площадками», — уточнил Илья.
18 декабря 2023 года в возрасте 29 лет умер Дмитрий «Пухляш из Little Big» Красилов, снявшийся в видеотрилогии «Uno», «Tacos» и «Sex Machine». Предварительной причиной смерти называлась сердечная недостаточность, по другим данным — эндокринопатия. Коллектив посвятил Диме Красилову музыкальное видео на песню «Lobster Popstar».
Изначально выход четвёртого студийного альбома Lobster Popstar планировался на 2022 год, но из-за переезда коллектива в США и сопутствующих этому факторов в итоге был перенесён на 26 апреля 2024 года. Одновременно с релизом пластинки планировался выход одноимённого клипа, однако YouTube заблокировал его показ в существенной части стран мира. Из-за этого премьера видео была перенесена на 2 мая.
Говоря о новой пластинке, лидер Little Big Илья Прусикин отметил: «Мы — группа, которой нравится работать в очень многих стилях: и „поп“, и „рейв“, и „панк“, и „хардкор“. И [сейчас] мы воплощаем свои амбиции и любовь к различным жанрам в [новом] альбоме». По словам фронтмена, после фазы самоанализа коллектив решил «вернуть себе удовольствие от написания музыки» и сосредоточиться на создании именно тех композиций, которые нравятся им самим. По подсчётам коллектива, подготовка альбома Lobster Popstar заняла четыре года.
Концертная деятельность Little Big в 2024 году и тур в поддержу альбома Lobster Popstar были сосредоточены на Соединённых Штатах и Европе.
В 2025 году Little Big выпустили два сингла и два музыкальных видео — «Thcaikovsky» и «Hardcore American Cowboy».

## Музыкальный стиль
В первые годы своего существования коллектив именовал себя «сатирической арт-коллаборацией», со ставкой и на музыку, зрительный ряд и вирусное распространение видео. Первоначальной идеей Little Big был стёб над различными национальными стереотипами о русских и рефлексия на глубинную Россию. Позднее группа не раз меняла стилистики и концепты, смешивая такие музыкальные жанры как рейв, рэп, панк, металл, поп. По словам фронтмена Little Big, они никогда не пытались создать песню в определённом жанре, так как их музыка гибридна по своей сути.
38 из 42 клипов в видеографии Little Big сняла соосновательница группы Алина Пязок, часто разделяющая режиссёрское кресло с фронтменом Ильёй Прусикиным. Благодаря тому, что в России, до переезда в США, у Little Big была своя довольно крупная продакшен-компания и опыт съёмки видеороликов, все свои музыкальные видео они выпускали самостоятельно. Однако, в связи с переездом в США, коллективу пришлось собирать команду заново.
Видеоклипы группы отличаются гротескностью и нацеленностью на вирусное распространение. По словам Пязок, коллектив стремится к разнообразию в своих музыкальных видео, тратит много времени на тщательное обдумывание каждой сцены и создание каждого персонажа. Поэтому при производстве клипов арт-коллаборация использует предварительные съёмки, либо CGI-анимацию.
Первым саунд-продюсером группы был Сергей Макаров (Gokk). Позднее саунд-продюсерами коллектива стали Любим Хомчук и Виктор Сибринин, участвующие в совместном написании музыкальных композиций Little Big.
В первые годы, в связи с тем, что дебютный концерт группы состоялся на разогреве у Die Antwoord, коллектив окрестили «Русским Die Antwoord» и часто сравнивали с этой группой. Музыкальное подразделение журнала Vice в 2015 году также назвало Little Big «ответом Die Antwoord из русской психушки». Другие критики отмечали, что при этом Little Big — группа со своей собственной идентичностью: коллектив представляет слушателю свой взгляд на русские народные песни и русскую культуру. Последующие композиции Little Big, ввиду своей жанровой разнообразности, получают всё более разнообразные сравнения от критиков и общественности. В частности, с группой Rammstein, ВИА «Самоцветы» и др.
«Мы всегда были рок-музыкантами и остаёмся ими. То, что мы сейчас [в 2015 году] играем — это новая формация рок-музыки. Все наши песни имеют структуру рок-композиции, а не электронного трека. Но одновременно мы с детства любили рейв, и совместили эти два жанра», — объяснил оригинальную музыкальную концепцию группы вокалист Илья Прусикин в интервью порталу Berlin Visual.
Коллектив имеет свой неформальный лейбл Little Big Family. На нём в разное время выпускались: российская фолк-панк-хардкор-группа The Hatters, российская трэп-исполнительница Tatarka, российская группа «Хлеб», рэпер Lizer, рэпер Джарахов, израильская рейв-группа Orgonite. Продюсерами Little Big Family, по информации на 2021 год, были Алина Пязок, Денис Глазин и Илья Прусикин.
На группу оказали влияние такие исполнители, как Cannibal Corpse, NOFX, Red Hot Chili Peppers, Rammstein, Aqua, а также The Prodigy, Моцарт, Вивальди и Чайковский.
После переезда в с США в 2022 году, коллектив, по собственным заверениям, начал создавать новый жанр панк-поп-рейв-музыки.

## Состав

### Участники коллектива
Текущий состав
- Илья Прусикин (Ильич) — фронтмен, вокал (с 2013)
- Софья Таюрская — вокал (участвует в записи песен с 2014 года, в концертном составе с 2016 года)[131][132]

Бывшие участники
- Анна Кастельянос (Анна Каст) — бэк-вокал[10] (2013—2014). Скончалась 28 февраля 2021 года в возрасте 39 лет[75].
- Олимпия Ивлева — бэк-вокал (2013—2018)
- Сергей Макаров (Gokk) — диджей, бэк-вокал (2013—2022)[80][87]
- Антон Лиссов — бэк-вокал, гитара (2014—2022)[80][87]

### Фотогалерея

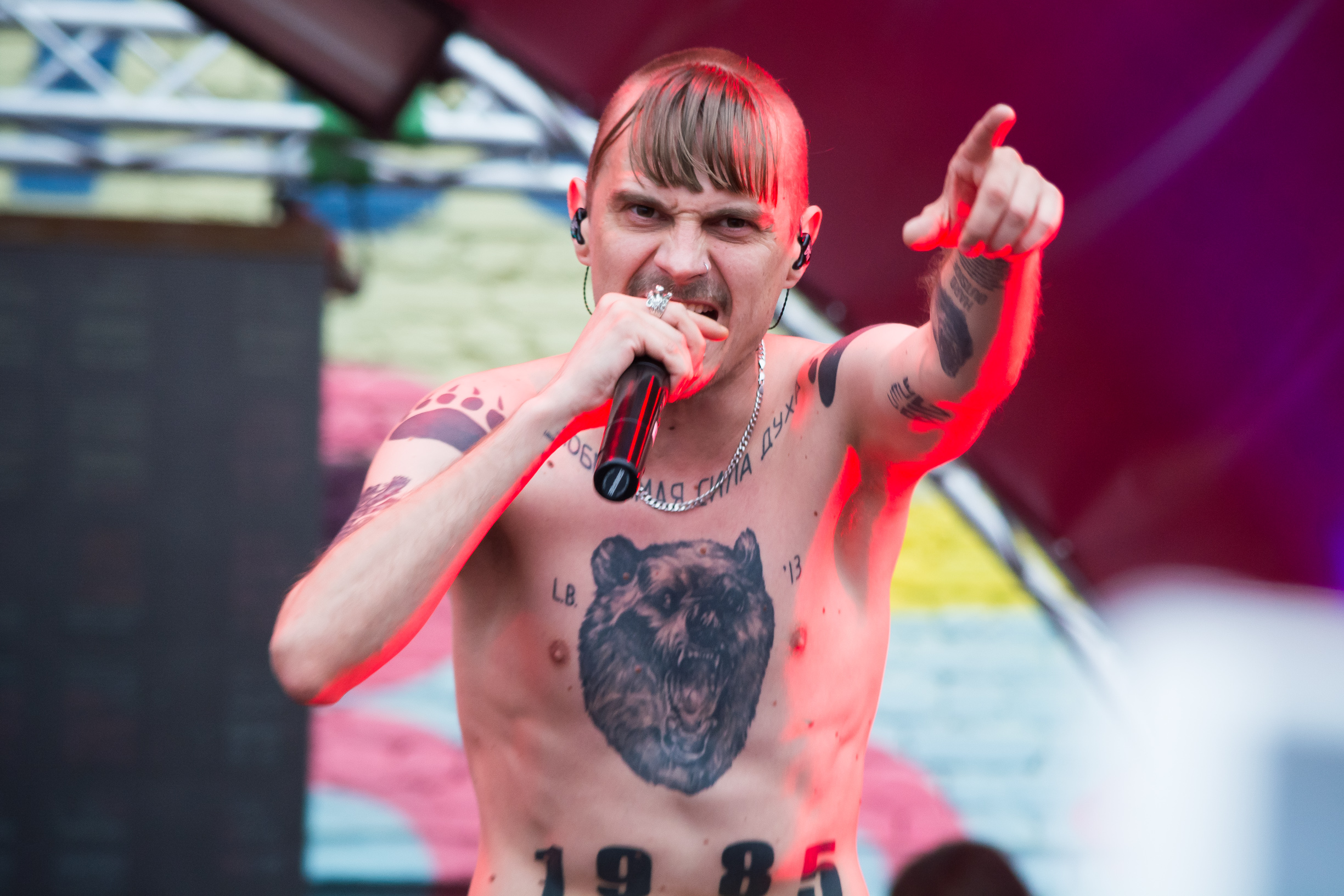
Илья «Ильич» Прусикин
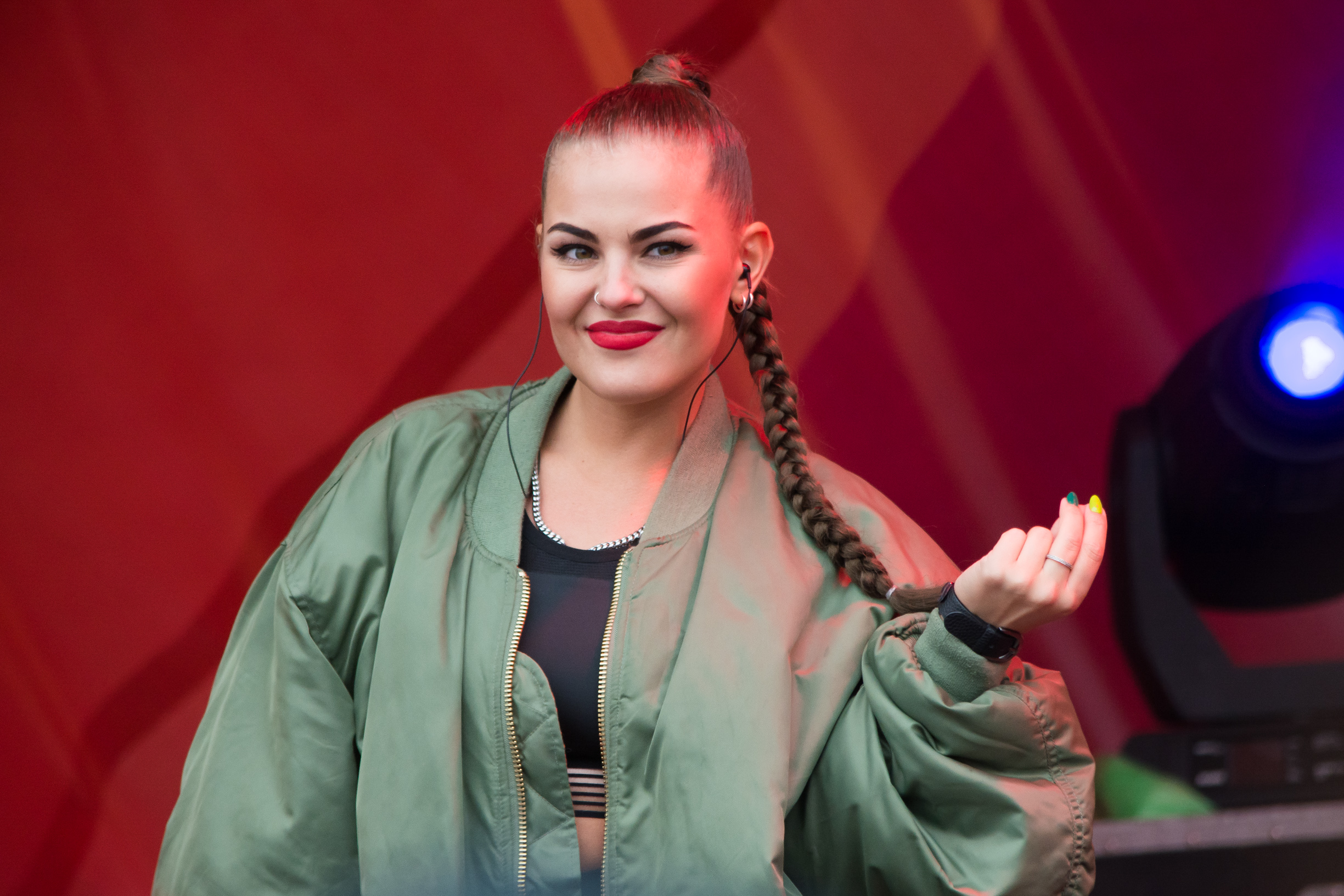
Софья Таюрская
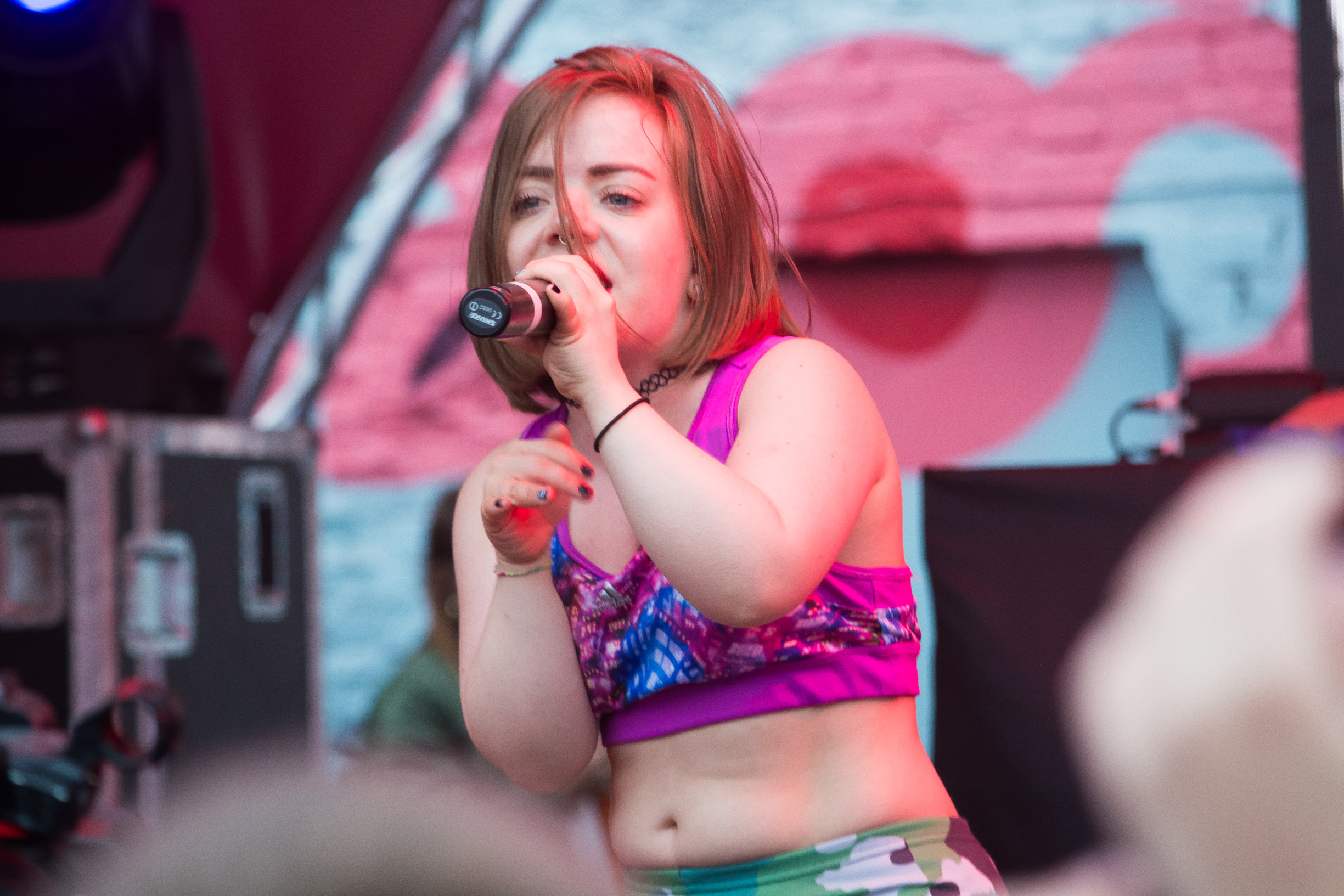
Олимпия Ивлева
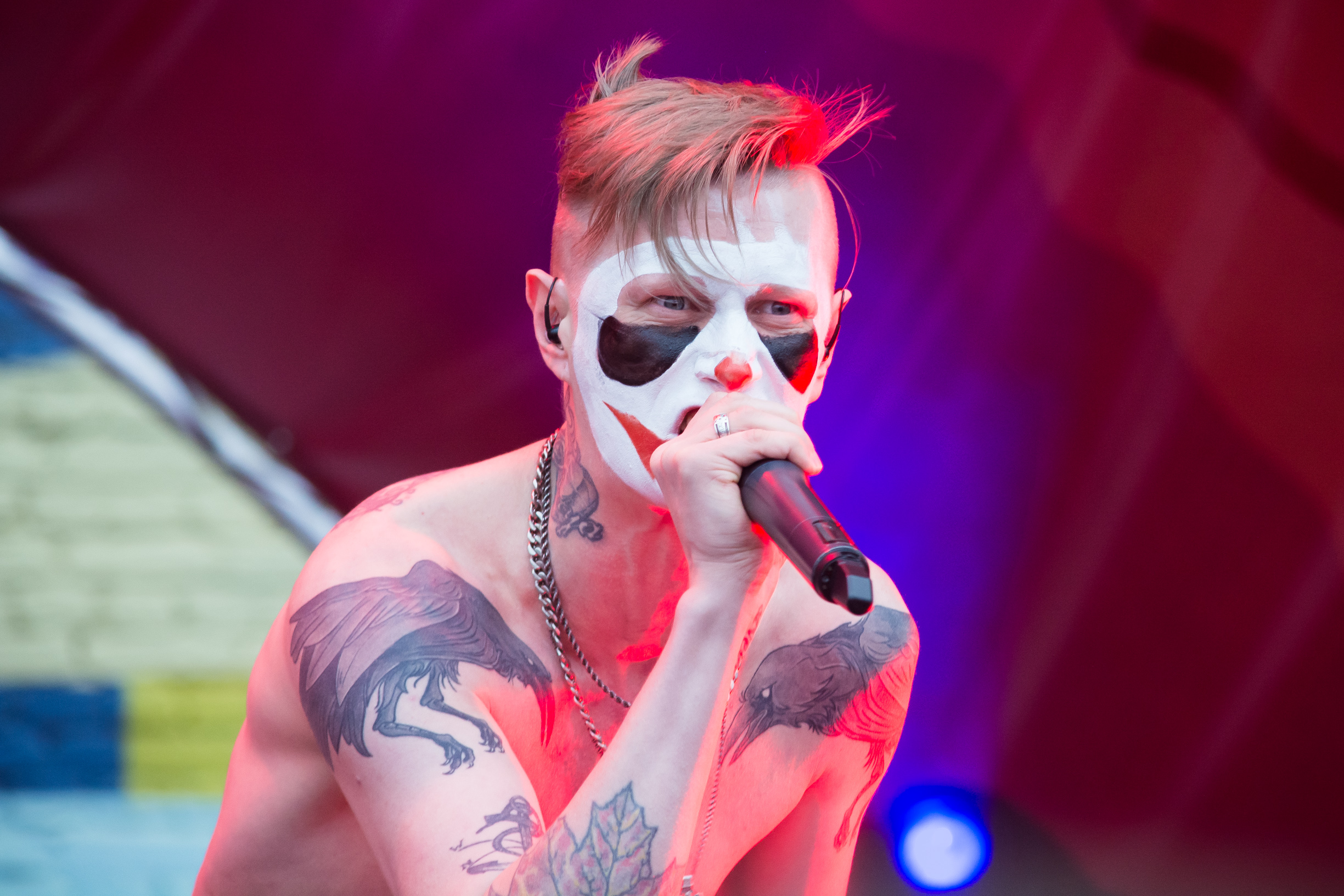
Антон Лиссов

## Дискография
Студийные альбомы
- 2014 — With Russia From Love
- 2015 — Funeral Rave[133]
- 2018 — Antipositive (Pt. 1[53], Pt. 2[55])
- 2024 — Lobster Popstar[103]

## Видеоклипы
Видеография Little Big включает в себя 44 клипа и один видеоальбом Live in St. Petersburg.

## Награды и номинации
| Год  | Страна   | Премия                                                | Категория                                            | Номинант                              | Результат | И                      |
| ---- | -------- | ----------------------------------------------------- | ---------------------------------------------------- | ------------------------------------- | --------- | ---------------------- |
| 2015 | Россия   | Видфест «Лайк 2015»                                   | Лайк за музыку                                       | Little Big                            | Номинация | [ 135 ]                |
| 2016 | Россия   | Видфест «Лайк 2016»                                   | Лайк за песню                                        | «Big Dick»                            | Номинация | [ 136 ]                |
| 2016 | Россия   | Alfa Future Awards                                    | TOP-100 лучших диджеев России                        | Little Big                            | 89 место  | [ 137 ]                |
| 2016 | Германия | Berlin Music Video Awards                             | Most Trashy                                          | «Big Dick»                            | Победа    | [ 42 ] [ 43 ]          |
| 2016 | Германия | Berlin Music Video Awards                             | Best Performer                                       | «Give Me Your Money»                  | Номинация | [ 44 ]                 |
| 2018 | США      | Global Film Festival Awards                           | Best Music Video                                     | «LollyBomb»                           | Победа    | [ 50 ] [ 51 ]          |
| 2018 | Германия | Berlin Music Video Awards                             | Most Trashy                                          | «LollyBomb»                           | Победа    | [ 138 ]                |
| 2019 | Бельгия  | Ketnet Het Gala van de Gouden K’s 2018                | Hype van het jaar                                    | «Skibidi»                             | Победа    | [ 58 ] [ 139 ] [ 140 ] |
| 2019 | Россия   | Чартова дюжина                                        | Клип                                                 | «Skibidi»                             | Победа    | [ 141 ]                |
| 2019 | Россия   | Родной звук                                           | Лучший поп                                           | Little Big                            | Номинация | [ 142 ]                |
| 2019 | Россия   | Родной звук                                           | Лучший мем                                           | Little Big                            | Победа    | [ 143 ]                |
| 2019 | Россия   | Родной звук                                           | Лучший клип года                                     | «Skibidi»                             | Номинация | [ 144 ]                |
| 2019 | Россия   | BraVo                                                 | Музыкальное видео года                               | «Skibidi»                             | Победа    | [ 145 ]                |
| 2019 | Германия | Berlin Music Video Awards                             | Best Concept                                         | «Skibidi»                             | Победа    | [ 146 ]                |
| 2019 | Россия   | Премия RU.TV 2019                                     | Лучший дуэт                                          | «Слэмятся пацаны»                     | Номинация | [ 147 ]                |
| 2019 | Россия   | Top Hit Music Awards 2019                             | Видеоклип Года на YouTube в России (смешанный вокал) | «Skibidi»                             | Победа    | [ 148 ]                |
| 2019 | Россия   | Top Hit Music Awards 2019                             | Взлёт Года на YouTube в России                       | Little Big                            | Победа    | [ 148 ]                |
| 2020 | Россия   | Новое Радио Awards                                    | Лучший продюсер                                      | Little Big Family — проект Little Big | Победа    | [ 128 ]                |
| 2020 | Германия | Berlin Music Video Awards                             | Most Trashy                                          | «Go Bananas»                          | Победа    | [ 149 ]                |
| 2020 | Россия   | Российская национальная музыкальная премия «Виктория» | Песня года                                           | «Uno»                                 | Победа    | [ 150 ]                |
| 2020 | Россия   | Российская национальная музыкальная премия «Виктория» | Лучшее музыкальное видео                             | «Uno»                                 | Победа    |                        |
| 2020 | Россия   | Российская национальная музыкальная премия «Виктория» | Лучшая поп-группа                                    | «Uno»                                 | Победа    |                        |
| 2021 | Россия   | Премия Муз-ТВ                                         | Лучшая группа                                        | Little Big                            | Победа    | [ 151 ]                |